# Joanna Czarnecka (koszykarka)
Joanna Czarnecka (ur. 4 maja 1982 we Wrocławiu) – polska koszykarka występująca na pozycji centra.
Jej największe sukcesy sportowe to wicemistrzostwo Polski z Wisłą Kraków (2005) oraz brązowe medale mistrzostw Polski w barwach AZS PWSZ Gorzów Wielkopolski (2008) i Ślęzy Wrocław (2016). Była też brązową medalistką mistrzostw Europy juniorek (2000), a w reprezentacji seniorskiej zagrała m.in. w dwóch meczach mistrzostw Europy Dywizji A (2007).

## Kluby
- 1997–2001 SMS PZKosz Warszawa (debiut w ekstraklasie w sezonie 2000/2001)
- 2001–2005 TS Wisła Can-Pack Kraków
- 2005–2008 AZS PWSZ Gorzów Wielkopolski
- 2008-2011 Super-Pol Tęcza Leszno
- 2011-XI 2013 TS Wisła Can-Pack Kraków
- od XII 2013 WTK Ślęza Wrocław

## Osiągnięcia
Indywidualne
- MVP kolejki FGE (14 – 2006/2007)[1]